# أفراشن (إففويا)
أفراتي (Αφράτι) هي مستوطنة في الأراضي المنخفضة للوحدة الإقليمية إيفيا على ارتفاع 40 مترًا.

## الجغرافيا والتاريخ
تقع أفراتي في وسط إيفياعلى مسافة 6.5 كم من خالكيذا. بنيت في سهل ليلانتيا شرق نهر ليلا وشمال شرق فيلا. ويرجع اسم القرية بحسب أحد الآراء إلى التربة «الرقيقة» الخصبة والناعمة في سهل ليلانديا الممتد على ضفتي نهر ليلا حتى خليج إيفيا. بحسب رأي آخر، من السيد أفراتيوس، الذي كان مالكًا للأرض المحيطة خلال الفترة البيزنطية. القديس الراعي هو أجيوس حارالامبوس وكنيسته عبارة عن بازيليكا ذات ممر واحد تم بناؤها عام 1857 بواسطة الحرفي فرانجيسكوس ليريتيس من جزيرة تينوس، الذي شارك في إعادة بناء كنيسة البشارة في تينوس (1823-1831).
يظهر اسم أفراتي في عام 1474 في سجل تركي مكتوب باللغة العربية والذي كان عبارة عن «نسخة مختصرة من سجل جزيرة يوريبوس، وهي دولة محتلة وجزء من الإمبراطورية، مكتوبة بخط يد الملا جعفر وقلم عبري خوجة كتب في 20 من شهر شوال لسنة 878 من الهجرة». وبحسب السجل، كان بها 33 منزلاً.
عثر خارج القرية، على تل أجيوس خارالامبوس، على آثار للسكن القديم (شفرات وقصاصات من العصر الحجري الحديث وقذائف ما قبل التاريخ). في جنوب القرية يوجد «الكهف الأسود» وبه نوازل سوداء يرجع لونها إلى أكسيد المغنيسيوم بينما يوجد على الضفة الشمالية والشمالية الغربية لنهر ليلا أطلال من نزل من العهد التركي يسمى «بانو هاني».

## إداريا
ذُكرت القرية رسمياً عام 1835 بضمها إلى بلدية خالكيدا. وفي عام 1912، تم تحديد مقر كومونة أفراتي. وفقًا لبرنامج كاليكراتيس، فهي تشكل مع غيريماستا وليخريس كومونة أفراتي المحلي التي تنتمي إلى الوحدة البلدية ليلانتيا التابعة لبلدية خالكيدا، ووفقًا لتعداد 2011، بلغ عدد سكان الكومونة 1,416 نسمة، بينما بلغ عدد سكان المستوطنة 1,405 نسمة.

## إحصاءات السكان
| الإحصاء | 1928 | 1940 | 1951 | 1961 | 1971 | 1981 | 1991 | 2001 | 2011 |
| ------- | ---- | ---- | ---- | ---- | ---- | ---- | ---- | ---- | ---- |
| السكان  | 1018 | 967  | 1027 | 1134 | 1163 | 1275 | 1430 | ;    | 1405 |